# José Andrés Martínez
José Andrés Martínez Torres (Maracaibo, 7 de agosto de 1994), conocido deportivamente como el Brujo Martínez, es un futbolista venezolano que juega como centrocampista en el Corinthians del Campeonato Brasileño de Serie A. Es internacional absoluto con la selección de Venezuela.

## Trayectoria

### JBL Zulia y Zulia FC
Se formó en las inferiores del Zulia FC. Pasó dos temporadas en el Deportivo JBL de Zulia y regresó al "petrolero" en 2018, donde fue uno de los titulares del club, jugó 78 encuentros y anotó dos goles y cuatro asistencias en sus años en el club.

### Philadelphia Union
El 1 de enero de 2020 fue fichado por el Philadelphia Union de la MLS. El 8 de noviembre su equipo se hizo con el título de la MLS Supporters' Shield 2020, trofeo que se otorga al mejor equipo y más regular de la campaña.
En la temporada 2022, consigue llegar a la final de la MLS 2022, siendo fundamental para su equipo en el cual jugó más de 30 partidos en dicha campaña.

### S.C Corinthians
El 26 de agosto de 2024 se hace oficial su traspaso al Corinthians del Campeonato Brasileño de Serie A a cambio de 2 millones de dólares aproximadamente y con contrato hasta el año 2027.

## Selección nacional
Fue convocado en 2019 y 2020 para la selección de Venezuela. Debutó el 3 de junio de 2021 en la derrota 3-1 frente a Bolivia por las eliminatorias para Catar 2022. Y en la Copa América 2021 frente a Brasil.

#### Participación en Copas América
| Torneo            | Sede           | Resultado        | Partidos | Goles |
| ----------------- | -------------- | ---------------- | -------- | ----- |
| Copa América 2021 | Brasil         | Fase de grupos   | 4        | 0     |
| Copa America 2024 | Estados Unidos | Cuartos de final | 4        | 0     |

## Estadísticas
Actualizado al último partido disputado el 27 de marzo de 2025.
| Club | Div.          | Temporada     | Liga  | Liga  | Liga   | Torneo Regional | Torneo Regional | Torneo Regional | Copas nacionales(1) | Copas nacionales(1) | Copas nacionales(1) | Copas internacionales(2) | Copas internacionales(2) | Copas internacionales(2) | Total | Total | Total  |
| Club | Div.          | Temporada     | Part. | Goles | Asist. | Part.           | Goles           | Asist.          | Part.               | Goles               | Asist.              | Part.                    | Goles                    | Asist.                   | Part. | Goles | Asist. |
| --- | ------------- | ------------- | ----- | ----- | ------ | --------------- | --------------- | --------------- | ------------------- | ------------------- | ------------------- | ------------------------ | ------------------------ | ------------------------ | ----- | ----- | ------ |
| JBL Zulia Venezuela | 1.ª           | 2015          | 0     | 0     | 0      | —               | —               | —               | 2                   | 0                   | 0                   | —                        | —                        | —                        | 2     | 0     | 0      |
| JBL Zulia Venezuela | 1.ª           | 2016          | 32    | 2     | 2      | —               | —               | —               | 2                   | 0                   | 0                   | —                        | —                        | —                        | 34    | 2     | 2      |
| JBL Zulia Venezuela | 1.ª           | 2017          | 28    | 1     | 1      | —               | —               | —               | 0                   | 0                   | 0                   | —                        | —                        | —                        | 28    | 2     | 2      |
| JBL Zulia Venezuela | Total club    | Total club    | 60    | 3     | 3      | —               | —               | —               | 4                   | 0                   | 0                   | —                        | —                        | —                        | 64    | 3     | 3      |
| Zulia FC Venezuela | 1.ª           | 2018          | 28    | 1     | 0      | —               | —               | —               | 6                   | 0                   | 0                   | —                        | —                        | —                        | 34    | 1     | 0      |
| Zulia FC Venezuela | 1.ª           | 2019          | 33    | 1     | 3      | —               | —               | —               | 3                   | 0                   | 0                   | 8                        | 0                        | 1                        | 44    | 1     | 4      |
| Zulia FC Venezuela | Total club    | Total club    | 61    | 2     | 3      | —               | —               | —               | 9                   | 0                   | 0                   | 8                        | 0                        | 0                        | 78    | 2     | 4      |
| Philadelphia Union EE. UU. | 1.ª           | 2020          | 13    | 0     | 2      | —               | —               | —               | 5                   | 0                   | 0                   | —                        | —                        | —                        | 18    | 0     | 2      |
| Philadelphia Union EE. UU. | 1.ª           | 2021          | 27    | 0     | 2      | —               | —               | —               | 0                   | 0                   | 0                   | 5                        | 0                        | 0                        | 32    | 0     | 2      |
| Philadelphia Union EE. UU. | 1.ª           | 2022          | 33    | 0     | 3      | —               | —               | —               | 1                   | 0                   | 1                   | —                        | —                        | —                        | 34    | 0     | 4      |
| Philadelphia Union EE. UU. | 1.ª           | 2023          | 27    | 3     | 1      | —               | —               | —               | 0                   | 0                   | 0                   | 12                       | 0                        | 0                        | 39    | 3     | 1      |
| Philadelphia Union EE. UU. | 1.ª           | 2024          | 16    | 0     | 1      | —               | —               | —               | 0                   | 0                   | 0                   | 9                        | 0                        | 0                        | 25    | 0     | 1      |
| Philadelphia Union EE. UU. | Total club    | Total club    | 116   | 3     | 9      | —               | —               | —               | 6                   | 0                   | 1                   | 21                       | 0                        | 0                        | 148   | 3     | 10     |
| S.C Corinthians Brasil | 1.ª           | 2024          | 11    | 0     | 0      | —               | —               | —               | 3                   | 0                   | 0                   | 4                        | 0                        | 0                        | 18    | 0     | 0      |
| S.C Corinthians Brasil | 1.ª           | 2025          | 0     | 0     | 0      | 11              | 1               | 1               | 0                   | 0                   | 0                   | 3                        | 0                        | 0                        | 14    | 1     | 1      |
| S.C Corinthians Brasil | Total club    | Total club    | 11    | 0     | 0      | 11              | 1               | 1               | 3                   | 0                   | 0                   | 7                        | 0                        | 0                        | 32    | 1     | 1      |
| Total carrera | Total carrera | Total carrera | 248   | 8     | 15     | 11              | 1               | 1               | 22                  | 0                   | 1                   | 41                       | 0                        | 1                        | 316   | 9     | 18     |
| (1) Incluye datos de Copa Venezuela y Torneo MLS Is Back.(2) Incluye datos de la Copa Libertadores 2025, Copa Sudamericana(2018; 2025), ConcaChampions (2021; 2023) y la Leagues Cup.(3)No incluye partidos amistosos. |               |               |       |       |        |                 |                 |                 |                     |                     |                     |                          |                          |                          |       |       |        |

## Palmarés

### Títulos nacionales
| Título                 | Club               | País           | Año  |
| ---------------------- | ------------------ | -------------- | ---- |
| Copa Venezuela         | Zulia              | Venezuela      | 2018 |
| MLS Supporters' Shield | Philadelphia Union | Estados Unidos | 2020 |
| Campeonato Paulista    | Corinthians        | Brasil         | 2025 |